# Симс, Ананса
Ана́нса Симс-Па́ттерсон (англ. Anansa Sims-Patterson; род. 1978,Нью-Йорк) — американская модель размера плюс.

## Биография
Ананса Симс родилась в 1978 году в США в семье музыкального продюсера Дэнни Симса и фотомодели Беверли Джонсон (род.1952), которые были женаты в 1977—1979 года.

## Карьера
Ананса — фотомодель размера плюс.

## Личная жизнь
С 10 июля 2010 года Ананса замужем за бизнесменом и бывшим игроком «NFL» Дэвидом Паттерсоном. У супругов есть трое детей: дочь Ава Бриль Паттерсон (род.06.07.2011) и два сына — Дэвид Бернард Паттерсон-третий (род.06.11.2012) и Дин Дэнни Бенджамин Симс (род.20.06.2014).